# 英国联邦汽车
英国联邦汽车（UK Commonwealth Automobile CO., LTD），总部位于英国伦敦，主力纯电动车研发，在插电式纯电动车领域取得进展， 公司拥有法拉利汽车的研发团队。英国联邦汽车旗下有Ecovehicles和LEEF两个子品牌，Ecovehicles的纯电动车在5年前正式开始在世界各国市场上开始销售， 在欧洲家用纯电动车销售中排名第一。LEEF作为英国联邦汽车的第二代纯电动汽车车型，预计在2013年投放市场。